# とっても母娘
『とっても母娘』（とってもおやこ）は、1995年1月4日 - 2月17日にTBS「花王 愛の劇場」枠にて放送された昼ドラマである。全33話。

## 概要
1995年1月17日の放送は阪神・淡路大震災の報道特別番組のため、翌日の1月18日10時 - 10時30分に振り替えて放送された。

## あらすじ
母・森山まき子31歳、娘・夏奈子15歳の親子は母一人子一人で逞しく生きてきた。そんな親子の日常をコミカルに描く。

## キャスト
（）内は役名
- 渡辺典子（森山まき子）

高校生の時に朝倉と恋に落ち夏奈子を妊娠。世間体を気にする父に中絶を強要され激怒。朝倉と駆け落ちするつもりで家出したが、行き違いが発生しシングルで出産。その後、家政婦をしながら夏奈子を育てている。ややこどもっぽい面があり、のんびりした性格。
- 奥菜恵（森山夏奈子）

まき子の娘で中学生。母を「まき子」と呼ぶ。父親や祖父母の顔や名前を知らされずに育った。のちにまき子の実家に預けられていた。しっかりした性格で家事が得意だが、はっきりした面がありいじめに遭ってしまった事もある。
- 三宅健（渋田）

夏奈子のことが好きな同級生。
- 武野功雄（岩井謙一）  秀夫の蕎麦屋の職人。
- 吉田愛歩（北川沙由美）

夏奈子の同級生。家が金持ちな事を鼻に掛けて夏菜子をいじめ、まき子が家政婦として派遣されて来ると「家の家政婦の子」として夏菜子を学校で使用人扱いをして怒らせる。
- 松居一代（北川麗子）  沙由美の母で資産家。まき子と夏菜子をよく思ってない様子で、家政婦派遣所に対してまき子を指名したり、近所の店などに「物を売らない様に」と命じたりする。

- 辻沢杏子（木下百合）
- 高知東急（桜木研二）

夏奈子のクラスの担任の先生。
- 沢向要士（朝倉顕）

まき子の元恋人で夏奈子の実父。15年前にまき子と駆け落ちしようと約束し合っていたが、ある事が原因で待ち合わせ場所で会う事が出来ず駆け落ちに失敗。「フラれた」と思っていたが娘の存在を知り、彼女に会おうとした際に不審者と勘違いされてしまい騒動になる。
- 水野久美（森山ノブ）

家出したまき子とお腹の子(夏奈子)の事を気にかけている。
- 柳生博（森山秀夫）

まき子の父で夏奈子の祖父。蕎麦屋をやっている。家出したまき子の事を許していないが、孫の夏奈子の存在を知り心境に変化が出る。

## スタッフ
- 原作 - 赤星たみこ『なかよし』
- 脚本 - 鈴木貴子、渡辺典子
- 演出 - 森一弘、伊藤寿浩
- 演出補 - 毛利勇次
- 制作補 - 小林花織
- 制作進行 - 織田智
- プロデューサー - 森川真行、川島永次
- 音楽 - 手塚理
- 選曲 - 高橋拓
- 制作 -　TBS、ホリプロ

## 主題歌
- 「カラッポの記念日」相沢友子

作詞：相沢友子/作曲：和泉一弥/編曲：松浦晃久